# Итири
Итири (итал. Ittiri) је насеље у Италији у округу Сасари, региону Сардинија.
Према процени из 2011. у насељу је живело 8781 становника. Насеље се налази на надморској висини од 393 м.

## Становништво
| 1936. | 1951. | 1961. | 1971. | 1981. | 1991. | 2001. | 2011. |
| ----- | ----- | ----- | ----- | ----- | ----- | ----- | ----- |
| 7.971 | 8.860 | 8.617 | 8.821 | 9.303 | 9.267 | 9.050 | 8.868 |